# Gianluigi Paragone
Gianluigi Paragone, né le 7 août 1971 à Varèse, est un journaliste, essayiste, animateur de télévision et homme politique italien. 

## Biographie
Membre du Mouvement 5 étoiles (M5S), il siège au Sénat de la République depuis le 23 mars 2018.
En juin 2020, il annonce la fondation d'un nouveau parti politique, Italexit, pour faire sortir l'Italie de l'Union européenne et de la zone euro.
En octobre 2021, il est candidat aux élections municipales à Milan mais n'obtient que 2,99 % des voix pour l'élection du maire et n'est pas élu conseiller.

## Publications
- L'invasione. Come gli stranieri ci stanno conquistando e noi ci arrendiamo, Francesco Borgonovo, Aliberti, 2009.
- GangBank. Il perverso intreccio tra politica e finanza che ci frega il portafoglio e la vita, Piemme, 2017,  (ISBN 8856659794)
- Noi no! Viaggio nell'Italia ribelle, Piemme, 2018,  (ISBN 8856659808)
- La vita a rate. Il grande inganno della modernità: soldi in prestito in cambio dei diritti., Piemme, 2019,  (ISBN 9788856673449)